# Шкідливий програмний засіб
Шкідливий програмний засіб, шкідливе програмне забезпечення (англ. malware — скорочення від malicious — зловмисний і software — програмне забезпечення) — програмне забезпечення, яке перешкоджає роботі комп'ютера, збирає конфіденційну інформацію або отримує доступ до комп'ютерних систем.
Може проявлятися у вигляді коду, скрипту, активного контенту, і іншого програмного забезпечення.
Шкідливий — це загальний термін, який використовується для позначення різних форм ворожого або непроханого програмного забезпечення.
До зловмисних програмних засобів належать віруси, рекламне ПЗ, хробаки, троянці, руткіти, клавіатурні логери, дозвонювачі, шпигунські програмні засоби, здирницькі програми, шкідливі плаґіни та інше зловмисне програмне забезпечення. 
Зловмисні програмні засоби відрізняються від дефективного ПЗ тим, що останнє є легальним ПЗ, але містить шкідливі помилки, які не були виправлені до випуску. Програмне забезпечення, яке може бути віднесене до «шкідливих програм» може бути заснованим на різних технологіях, володіти абсолютно різним набором функцій і можливостей. Єдине, що об'єднує всі типи шкідливих програм — це мета, з якою вони створюються.
Згідно Звіту Q1 2023 "Системи виявлення вразливостей і реагування на кіберінциденти та кібератаки", оприлюдненого Державною службою спеціального зв'язку та захисту інформації України, серед сімейств шкідливого програмного забезпечення, протягом звітного періоду, переважали Snake Keylogger, Agent Tesla, LokiBot, PurpleFox та Formbook. При цьому найчастіше хакери використовували в якості С2 інфраструктури BARAT, Emotet, Cobalt Strike та Meris. 
Шкідливе програмне забезпечення також має своє поширення на пристроях з ОС macOS. Наприклад, в 2023 році виявлена програма Realst, яка була націлена на крадіжку персональних даних про облікові записи і криптогаманці користувачів. Додаток написаний сучасною мультипарадигмальною мовою програмування Rust. Для поширення зловмисники використовують фейкові Play-to-Earn (P2E) ігри. Дослідники наводять ще декілька подібних прикладів, а саме Destruction, Evolion, Olymp of Reptiles, Brawl Earth, WildWorld, Dawnland і SaintLegend.
31 серпня 2023 року, Національний центр кібербезпеки Сполученого Королівства Великої Британії та Північної Ірландії (NCSC) спільно з міжнародними партнерами опублікував результати розслідування стосовно російської кампанії з масового зламу мобільних Android-пристроїв, які використовують українські військові. Шкідливе ПЗ під назвою Infamous Chisel, використовувало російське кіберугруповання Sandworm, що керується кремлівськими спецслужбами. Infamous Chisel забезпечувало постійний та віддаленій доступ до даних на зламаних Android-пристроях, а також їх зіставлення та фільтрацію. Вірусна програма контролювала додатки для прицілювання та картографування, які використовуються українськими військовими на війні. Infamous Chisel, найімовірніше, використовували для викрадення конфіденційної військової інформації. Розробку шкідливого застосунку у британському оборонному відомстві приписують спеціалістами Головного центру спеціальних технологій ГРУ Генерального штабу РФ.

## Класифікація

### За наявністю матеріальної вигоди
- що не приносять пряму матеріальну вигоду тому, хто розробив (встановив) шкідливу програму:
  - хуліганство;
  - жарт;
  - вандалізм, зокрема на національному, політичному, релігійному ґрунті;
  - самоствердження, прагнення довести свою кваліфікацію.
- що приносять пряму матеріальну вигоду зловмисникові:
  - крадіжка конфіденційної інформації, включаючи діставання доступу до користувацьких даних, в тому числі облікових записів[10], систем Інтернет-банкінг, SMS-банкінг, отримання PIN-кодів кредитних карток, криптовалютних гаманців і т. ін.[11];
  - отримання контролю над віддаленими комп'ютерними системами з метою розповсюдження спаму з численних комп'ютерів-зомбі;
  - блокування комп'ютера, шифрування файлів користувача з метою шантажу та вимагання грошових коштів (див. Ransomware). У більшості випадків після сплати коштів на вимогу зловмисника, комп'ютер або не розблоковується, або незабаром блокується вдруге;
  - прихований майнінг криптовалюти на серверах та персональних комп'ютерах з ОС Linux[12].

### За метою розробки
- програмне забезпечення, яке з самого початку розроблялося спеціально для забезпечення діставання несанкціонованого доступу до інформації, що зберігається на ЕОМ з метою спричинення шкоди (збитку) власникові інформації і/або власникові ЕОМ (мережі ЕОМ).
- програмне забезпечення, яке з самого початку не розроблялися спеціально для забезпечення діставання несанкціонованого доступу до інформації, що зберігається на ЕОМ і з самого початку не призначалися для спричинення шкоди (збитку) власникові інформації і/або власникові ЕОМ (мережі ЕОМ).

## Методи захисту від шкідливих програм
Повного захисту від усіх шкідливих програм і їхніх проявів не існує, проте щоб понизити ризик втрат від дії шкідливих програм необхідно дотримуватися наступних порад:
- використовувати сучасні версії ОС, що мають серйозний рівень захисту від шкідливих програм;
- використовувати виключно ліцензійне програмне забезпечення (ОС і додатки);
- працювати на персональному комп'ютері виключно під правами користувача, а не адміністратора, що не дозволить більшості шкідливих програм інсталюватися на персональному комп'ютері;
- використовувати спеціалізовані програмні продукти, до складу яких входять евристичні (поведінкові) аналізатори;
- використовувати антивірусні програмні продукти відомих виробників, з автоматичним оновленням сигнатурних баз;
- використовувати персональний мережевий екран, що контролює вихід у мережу Інтернет з персонального комп'ютера на підставі політик встановлених користувачем;
- постійно оновлювати програмне забезпечення.

## Юридичні аспекти
За створення, використання і розповсюдження шкідливих програм передбачена різна відповідальність, у тому числі і кримінальна, в законодавстві багатьох країн світу.
У Кримінальному Кодексі України термін «шкідливий програмний засіб» детально не визначений. Але попри це, стаття 361-1 КК України передбачає покарання за «Створення з метою використання, розповсюдження або збуту, а також розповсюдження або збут шкідливих програмних чи технічних засобів, призначених для несанкціонованого втручання в роботу електронно-обчислювальних машин (комп'ютерів), автоматизованих систем, комп'ютерних мереж чи мереж електрозв'язку.»
Критерії, за якими програмні продукти можуть бути віднесені до категорії «шкідливих програмних засобів» досі ніде чітко не обумовлені. Відповідно, для того, щоб твердження про шкідливість програмного засобу мало юридичну силу, необхідне проведення програмно-технічної експертизи з дотриманням всіх встановлених чинним законодавством формальностей.